# بیستره (ناحیه سویتاوی)
بیستره (به چکی: Bystré) یک منطقهٔ مسکونی و شهرستان دارای شهرک سابقاً روستا در جمهوری چک است که در ناحیه سویتاوی واقع شده‌است. بیستره ۱٬۵۹۵ نفر جمعیت دارد.